# Podallea sashilana
Podallea sashilana är en insektsart som först beskrevs av Navás 1931.  Podallea sashilana ingår i släktet Podallea och familjen Berothidae. Inga underarter finns listade i Catalogue of Life.